# Astaena bruchi
Astaena bruchi är en skalbaggsart som beskrevs av Moser 1924. Astaena bruchi ingår i släktet Astaena och familjen Melolonthidae. Inga underarter finns listade.